# Zeitausgleich
Als Zeitausgleich wird eine zwischen Arbeitnehmer und -geber vereinbarte Regelung bezeichnet, um die Abgeltung für Überstunden, Spät- oder Nachtdienste nicht in Geld, sondern durch Freizeit vorzunehmen.
Ob die während eines Nachtdienstes abgeleistete Arbeitszeit, abgesehen von den gesetzlich oder kollektivvertraglichen monetären Zulagen zusätzlich ausgeglichen wird, ist von Land, sozialem bzw. ökonomischem Usus, oder der jeweiligen Betriebsvereinbarung abhängig. Der Rahmen des real zur Anwendung kommenden Zeitgutschriftsverhältnisses für Nachtarbeit bewegt sich zwischen 1:1 und etwa 2:1.
Teilweise werden unter Zeitausgleich auch einvernehmliche Regelungen bezeichnet, mit denen unterschiedlich lange Arbeitszeiten zwischen verschiedenen Tagen ausgeglichen werden – beispielsweise infolge längerer Einsatzzeiten oder wegen Bereitschafts- oder Nachtdiensten.